# Rhomboxiphus tricarinatus
Rhomboxiphus tricarinatus är en blötdjursart som först beskrevs av Charles Hercules Boissevain 1906.  Rhomboxiphus tricarinatus ingår i släktet Rhomboxiphus och familjen Entalinidae. Inga underarter finns listade i Catalogue of Life.